# Aorte ascendante
L'aorte ascendante (ou portion ascendante de la crosse aortique) est la première portion de l'aorte commençant à la partie supérieure de la base du ventricule gauche, au niveau du bord inférieur du troisième cartilage costal derrière la moitié gauche du sternum.

## Structure
L'aorte ascendante s'étend de la valve aortique au tronc artériel brachiocéphalique sur 5 centimètres pour un diamètre de 2,5 à 3,5 centimètres environ .
Le segment initial est constitué du bulbe de l'aorte compris entre l'anneau aortique et la limite supérieure des sinus aortiques marquée par la crête supravalvulaire de l'aorte. On considère parfois ce segment comme une partie de l'aorte ascendante, et parfois comme une entité distincte du reste de l'aorte ascendante.
Au dessus le segment tubulaire se poursuit par l'arc de l'aorte.

## Rapports
L'aorte ascendante passe obliquement vers le haut, vers l'avant et vers la droite, dans la direction de l'axe du cœur, jusqu'au bord supérieur du deuxième cartilage costal droit, décrivant une légère courbe dans son parcours, et étant situé à environ 6 centimètres derrière la surface postérieure du sternum.
L'aorte ascendante est recouverte à son début par le tronc pulmonaire et l'atrium droit, et, plus haut, est séparée du sternum par le péricarde, la plèvre droite, le bord antérieur du poumon droit, du tissu aréolaire lâche et les restes du thymus ; postérieurement, elle repose sur l'atrium gauche et l'artère pulmonaire droite.
Du côté droit, elle est en rapport avec la veine cave supérieure et l'atrium droit, la première se trouvant en partie derrière elle ; du côté gauche, avec le tronc pulmonaire.
L'aorte ascendante est contenue dans le péricarde et est enfermée dans un tube du péricarde séreux, commun avec le tronc pulmonaire..

## Branches
Les seules branches de l'aorte ascendante sont les deux artères coronaires droite et gauche qui vascularisent le cœur. Elles naissent près du début de l'aorte à partir des sinus aortiques droit et gauche qui sont en face de la valve aortique.

## Aspect clinique

### Exploration
L'aorte ascendante peut être exploré par :
- échocardiographie transœsophagienne,
- imagerie par résonance magnétique (IRM),
- tomodensitométrie avec angiographie.

### Pathologie

#### Anévrisme de l'aorte ascendante
Lorsque le diamètre de l'aorte ascendante est supérieur à 3,5 cm on le considère comme dilaté. Au-dessus de 4,5 cm on parle d'anévrisme de l'aorte ascendante. Il peut être lié à une dégénérescence médionécrotique comme dans un syndrome de Marfan.
Cela entraine un risque de rupture ou de dissection aortique. La détection précoce d’une dissection est essentielle car elle permet une intervention rapide pour prévenir des complications potentiellement mortelles.
Cependant, le diamètre moyen de la population varie selon l’âge et le sexe, par exemple. La limite supérieure des valeurs de référence de l'aorte ascendante peut atteindre 4,3 cm chez les personnes âgées de grande taille.

#### Athérosclérose
L'« aorte porcelaine » est une calcification athéroscléreuse étendue de l'aorte ascendante. Cela rend la chirurgie aortique difficile, en particulier le clampage aortique, et les incisions peuvent entraîner des lésions aortiques excessives et/ou une embolie artérielle.

#### Sténose aortique
La sténose aortique est due à un rétrécissement de la valve aortique

## Images

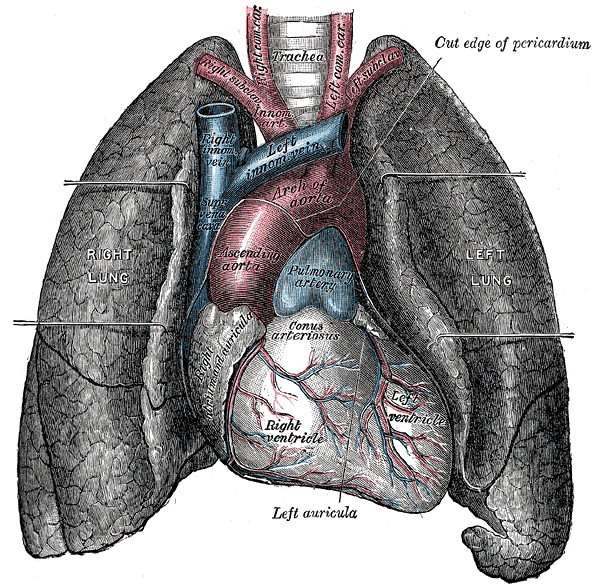
Vue de face du cœur et des poumons.
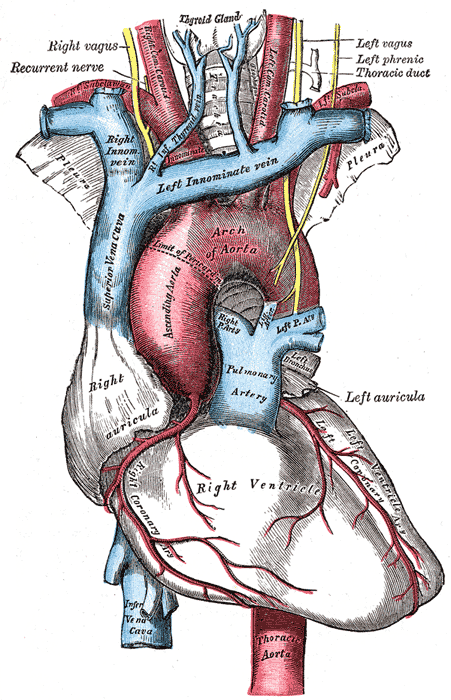
L'arc de l'aorte et ses branches.
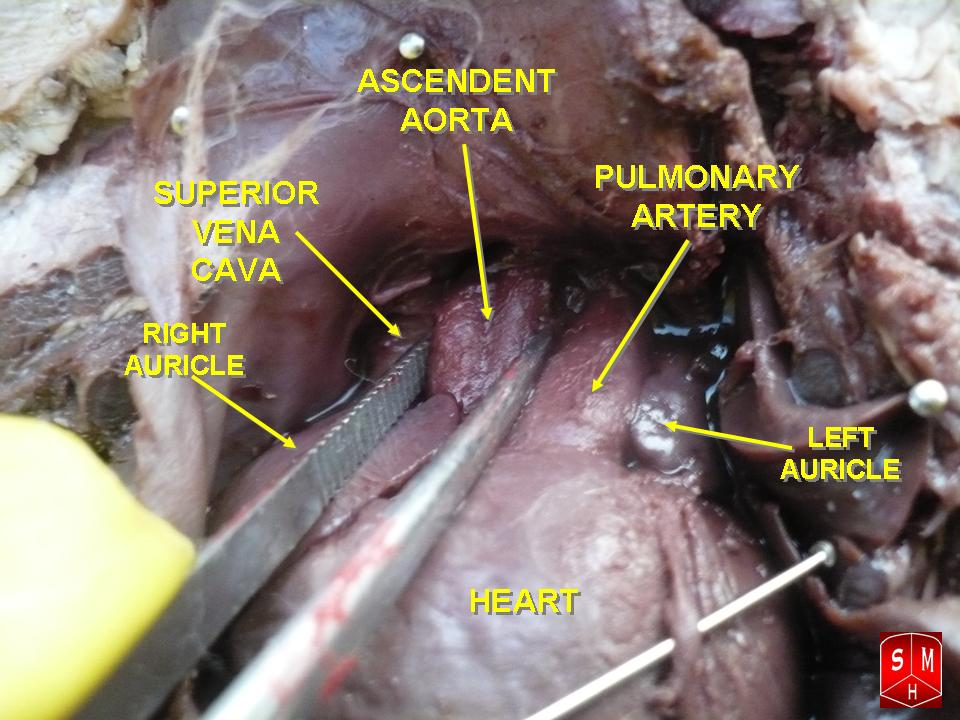
Aorte ascendante fœtale
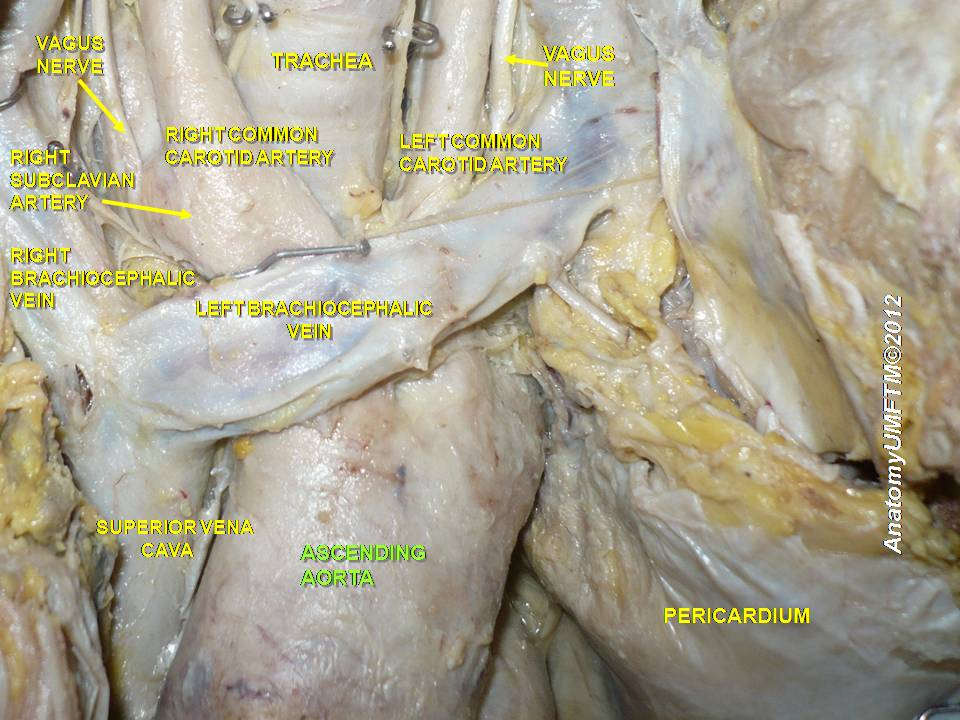
Aorte ascendante
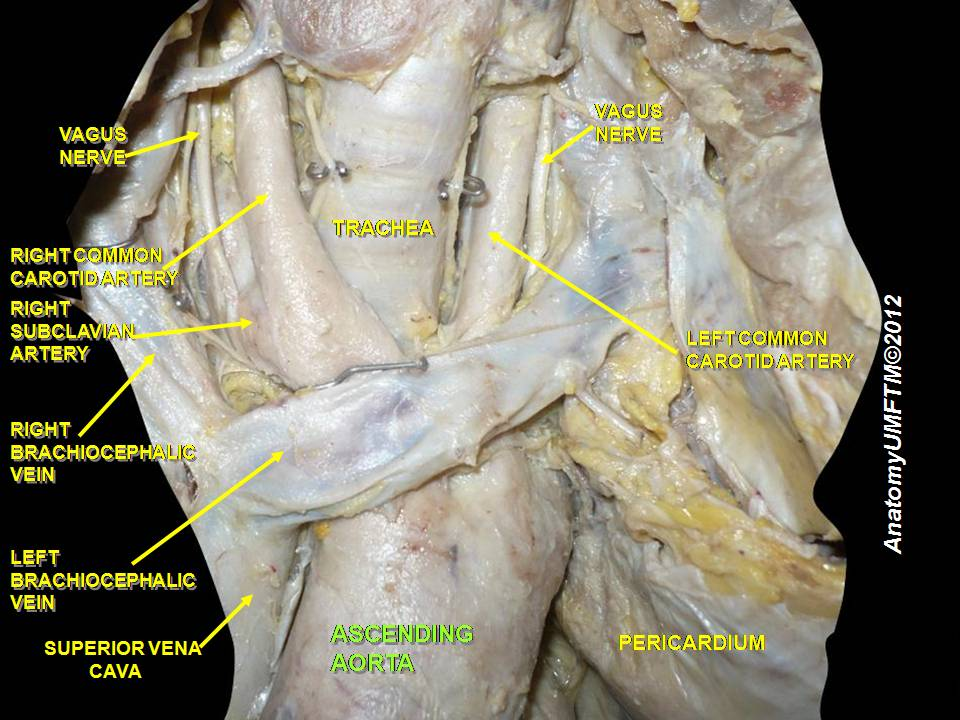
Aorte ascendante
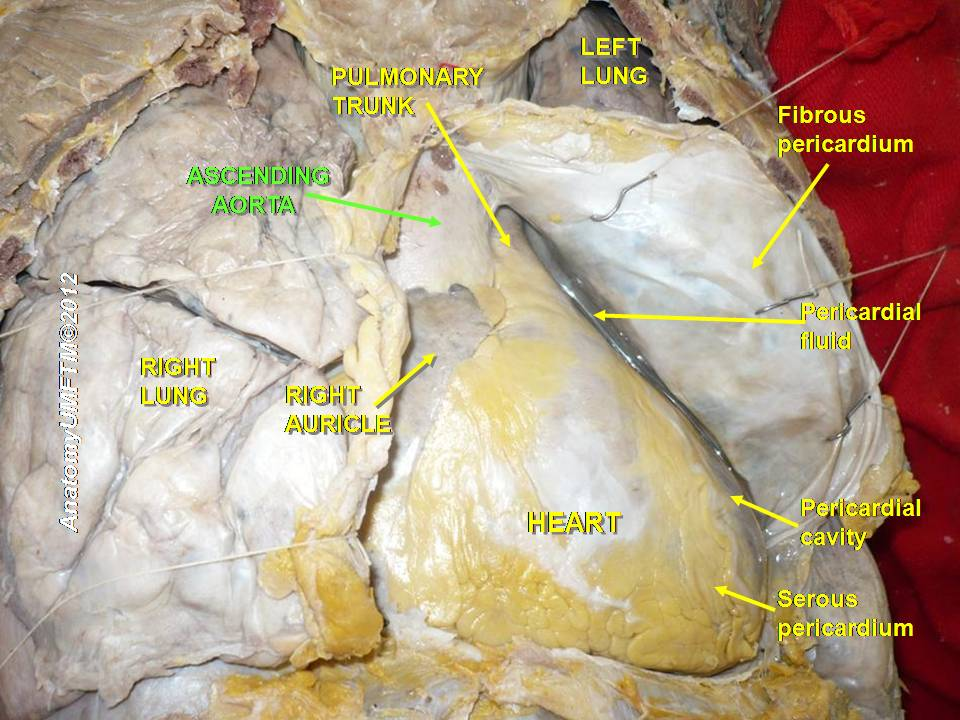
Aorte ascendante
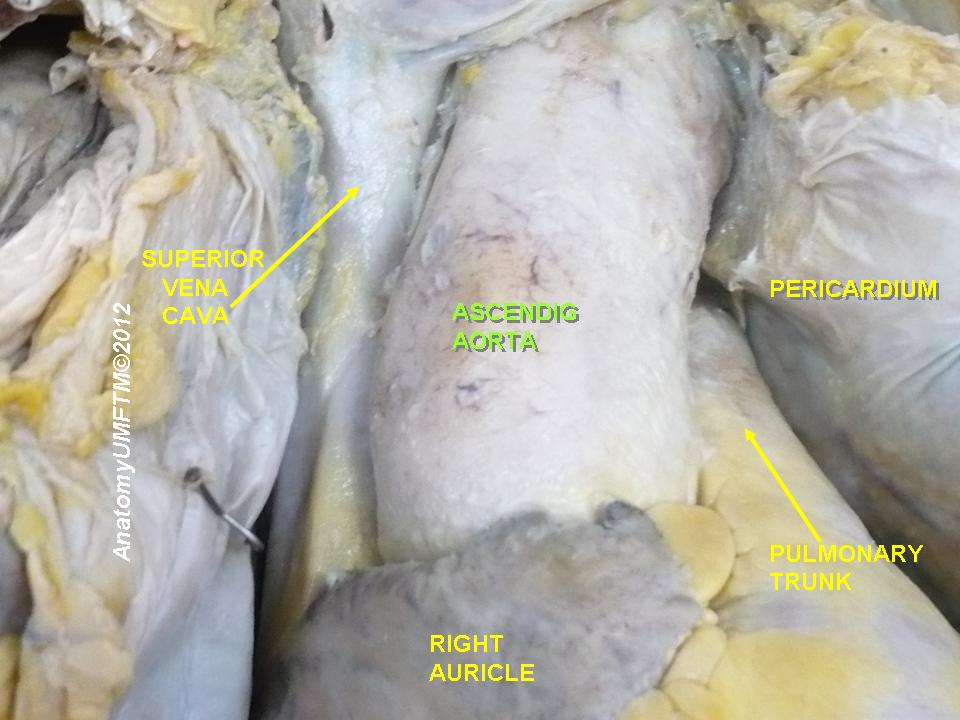
Aorte ascendante
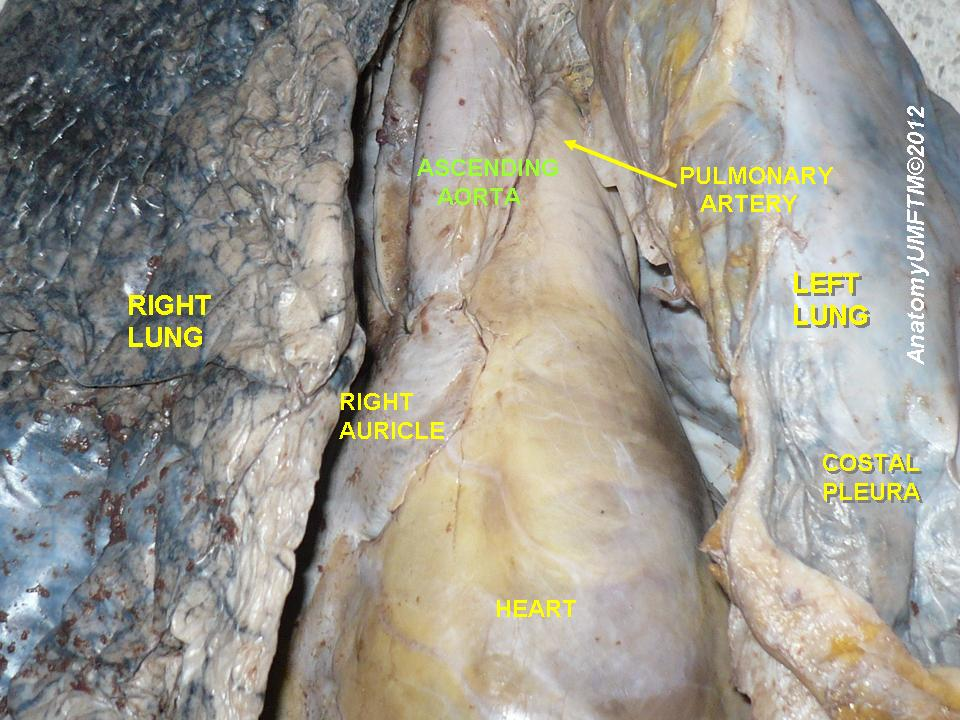
Aorte ascendante
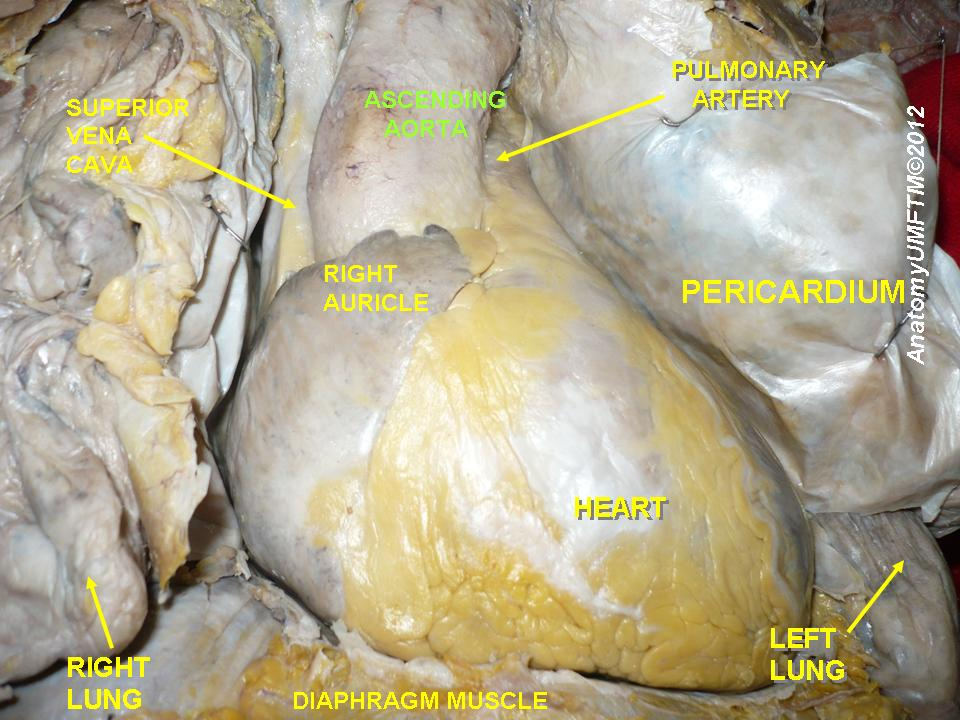
Aorte ascendante
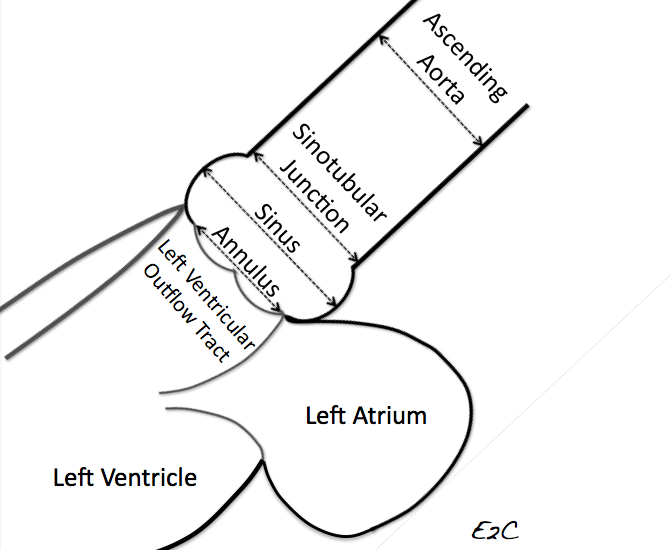
Aorte ascendante